# Orde van Verdienste van de deelstaat Saksen-Anhalt
De Orde van Verdienste van de deelstaat Saksen-Anhalt, in het Duits: Verdienstorden des Landes Sachsen-Anhalt geheten, is de hoogste orde van verdienste van Saksen-Anhalt, een deelstaat van de Bondsrepubliek Duitsland.
Na de ineenstorting van de DDR werd de orde op 19 juni 2006 bij wet ingesteld. Op 1 juni 2002 werd de onderscheiding voor het eerst toegekend door de minister-president van Saksen-Anhalt.
Alle burgers van het land mogen voordrachten doen. De minister-president besluit over de benoemingen. Hij kan de dragers de orde ook weer afnemen wanneer blijkt dat zij dit ereteken niet waardig zijn of achteraf niet waardig waren geweest. Er mogen 200 dragers van deze decoratie in leven zijn.
De orde kent geen ridders of commandeurs maar zij die het kruis bezitten zijn "drager" van dat kruis. Het kruis wordt door heren aan een lint "en sautoir" gedragen al een commandeurskruis. Dames laten het lint opmaken tot een strik en dragen het kruis op de schouder.
Voor dagelijks gebruik is er een knoopsgatversiering in de vorm van een strikje met een miniatuur van het kruis.

## Het versiersel
Het kruis is een wit geëmailleerd Kruis van Malta met zwarte en gouden randen en in het midden een medaillon met het wapen van Sachsen-Anhalt. Op de keerzijde staat "Für Verdienste um das Land Sachsen-Anhalt".
Het lint kreeg de kleuren van de staat; geel en zwart.